# Саландра
Саландра (італ. Salandra) — муніципалітет в Італії, у регіоні Базиліката, провінція Матера.
Саландра розташована на відстані близько 360 км на південний схід від Рима, 45 км на схід від Потенци, 29 км на південний захід від Матери.
Населення — 2851 особа (2014).
Щорічний фестиваль відбувається 16 серпня. Покровитель — святий Рох.

## Демографія
Населення за роками:

Станом на 1 січня 2023 року в муніципалітеті офіційно проживало 68 іноземців з 23 країн, серед них 10 громадян країн Євросоюзу та 3 громадяни України.

## Сусідні муніципалітети
- Феррандіна
- Гарагузо
- Грассано
- Гроттоле
- Сан-Мауро-Форте